# Noah Mills
Noah Mills (nacido el 26 de abril de 1983) es un actor, modelo y escritor canadiense.

## Vida personal
Mills nació en Toronto, Ontario, Canadá. Creció en Baltimore, Maryland, antes de estar en un internado en Canadá y Australia. Empezó modelando en el año 2003 Mientras estaba estudiando en la universidad de Vancouver, British Columbia. Es el menor de cuatrohermanos; 2 hermanos mayores y 2 dos hermanas mayores.

## Carrera
Después de comenzar su carrera en el año 2003 a la edad de veinte años, Mills progresó en el trabajo con varias compañías de moda, especialmente en la agencia de modelos Wilhelmina Models, de la cual comenzó su vida de modelo. En 2004, Mills hizo su debut como un modelo de pasarela para las colecciones de Gucci e Yves Saint Laurent de otoño en Milán y París. A principios de 2005, firmó un contrato con Dolce & Gabbana.
Ha sido una pieza fija con la marca Dolce & Gabbana, Versace y Michael Kors (para el cual ha abierto los defines desde la primavera de 2008, junto a Carmen Kass). En 2009, Mills apareció en la campaña de fragancias Dolce & Gabbana Anthology con una serie de otras modelos famosas como Claudia Schiffer, Naomi Campbell y Tyson Ballou.
En 2010, apareció en Sex and the City 2 junto al personaje de Kim Cattrall, Samantha Jones. Mills se convirtió en uno de los modelos protagonistas de la campaña "new look" de Lacoste en enero, un concepto publicitario diferente para 2011 bajo el nuevo eslogan, "Unconventional Chic". Los avisos fueron grabados por Mert y Marcus, que muestran modelos con los emblemáticos polos blancos de Lacoste, vestidos con elegantes trajes de noche negros.
En 2011 y 2012, Mills apareció en la serie de CBS 2 Broke Girls, interpretando el papel de Robbie, el novio de Max. También hizo un cameo en el video de 2012 de Taylor Swift para "We're Never Ever Again Back Together" como su interés amoroso.
Para 2012, Mills fue clasificado número tres en "The Money Guys" por Models.com. En el ranking de 2013, ocupó el puesto número cinco.
En 2013 promocionó el filme corto WRACKED, un cortometraje dirigido por Victoria Mahoney, que escribió, coprodujo y protagoniza. Para este papel, Mills ganó el premio al mejor actor en el Golden Egg Film Festival 2013.
Mills también apareció como una de las caras en la edición de "Details" de septiembre de 2015, estando en la portada junto con otros treinta modelos masculinos principales, fotografiado por Mark Seliger.

## Filmografía
| Año  | Título                                  | Personaje       | Observaciones            |
| ---- | --------------------------------------- | --------------- | ------------------------ |
| 2010 | The Best Man                            | Syd             | Firme Corto              |
| 2010 | Sex and the City 2                      | Nicky Marentino |                          |
| 2011 | Happy New Year                          | Looch           |                          |
| 2012 | Candyland                               | Jack Smith      | Firme Corto              |
| 2012 | We Are Never Ever Getting Back Together | Ex-boyfriend    | Taylor Swift music video |
| 2013 | Wracked                                 | Sean            | Firme Corto              |
| 2014 | Me                                      | Mills           |                          |
| 2015 | A Fisher of Men                         | The fisherman   | Firme Corto              |

| Year      | Title                             | Role              | Notes       |
| --------- | --------------------------------- | ----------------- | ----------- |
| 2011–2012 | 2 Broke Girls                     | Robbie            | 3 episodios |
| 2017      | The Brave                         | Joseph J. McGuire | Actual      |
| 2021      | The Falcon and the Winter Soldier |                   |             |